# Astragalus discernendus
Astragalus discernendus es una especie de planta del género Astragalus, de la familia de las leguminosas, orden Fabales.

## Distribución
Astragalus discernendus se distribuye por Afganistán y Pakistán.

## Taxonomía
Fue descrita científicamente por Sirj. & Rech. fil. Fue publicada en Biologiske Skrifter 9(3): 85 (1958).